# Calolziocorte
Calolziocorte es una localidad y comuna de Italia ubicada en la provincia de Lecco, región de Lombardia. Su población es de 14.543 habitantes y su superficie es de 9.14 km².

## Demografía
| Gráfica de evolución demográfica de Calolziocorte entre 1861 y 2001 |
|                                                                     |
| fonte ISTAT - elaboración gráfica hecha por Wikipedia               |